# 烤包子

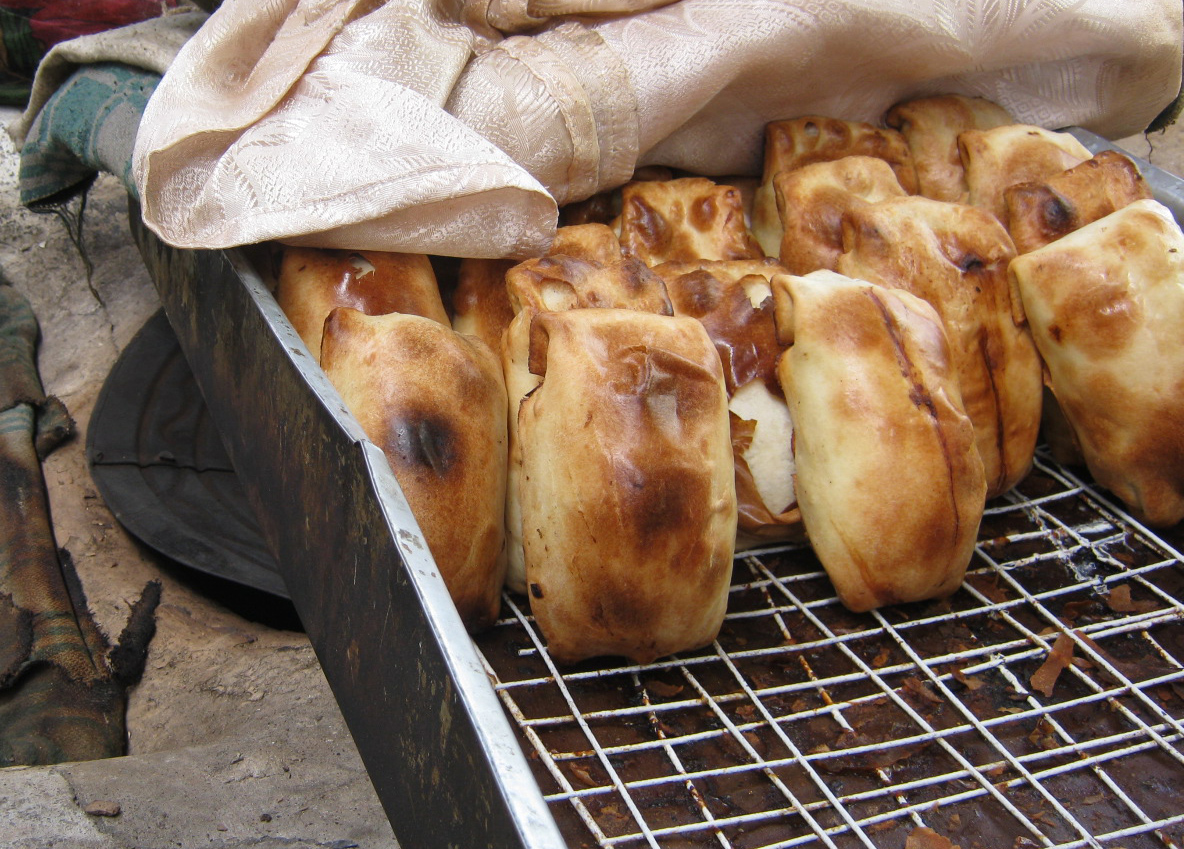
吉尔吉斯斯坦的烤包子。

烤包子（維吾爾語：سامسا‎），音译“沙木萨”，是一种流行于中国新疆和中亚各国的面食。

## 简介
烤包子的形状多呈四方形、三角形或其它形状。烤包子的馅料一般为羊肉和洋葱，也有鸡肉、牛肉、奶酪、马铃薯、南瓜等馅料的烤包子。将包好的烤包子贴在特制的馕坑壁上烤熟即可。